# Odlanier Solís
Odlanier Solís Fonté (nacido el 5 de abril de 1980 en La Habana) es un boxeador profesional de Cuba. Ganó el oro en los Juegos Olímpicos de Atenas 2004 y ha sido también tres veces ganador del Campeonato Mundial de Boxeo Aficionado.

## Biografía

### Aficionado
Su primer éxito como boxeador aficionado fue en 1998, ganando el título Panamericano junior en Toluca y ganando también el campeonato mundial junior en Buenos Aires.
En 1999, ganó el campeonato cubano ganando a Félix Savón, defendiéndolo satisfactoriamente en cinco ocasiones más, hasta el año 2004. En 2005 subió de categoría, de peso pesado a peso superpesado y perdió la final de la Copa Mundial por equipos en Moscú, Rusia, frente a Islam Timurziev (26-27). Solís tomó revancha de Timurziev el 21 de octubre en Bakú, Azerbaiyán, por TKO en el round 3, ganando el 1.er lugar en la Copa de Naciones. En el año 2006 volvió a ganar el título nacional por séptima vez.
Peleó ante Félix Savón al que ganó dos veces y perdió otra, ante Robert Alfonso con tres victorias, Michel López Núñez con tres victorias y tres derrotas, Osmay Acosta, Islam Timurziev con una victoria y una derrota, Roman Romanchuk con una victoria y dos derrotas, David Haye, Vyacheslav Glazkov, Kubrat Pulev con tres victorias y una derrota y Sultán Ibragímov al que ganó en las dos ocasiones en las que se enfrentaron.

#### Palmarés
- En los Juegos Olímpicos ganó la medalla de oro en el peso pesado, con estos resultados:

Derrota a Alexander Alexeev (Rusia) 24-21
Derrota a Wilmer Vasquez (Venezuela) 24-4
Derrota a Naser Al Shami (Siria) RSC 3 (1:29)
Derrota a Viktar Zuyev (Bielorrusia) 22-13
- Tres veces ganador del Campeonato Mundial de Boxeo Aficionado (2001, 2003, 2005)
- Una vez Campeón del Mundo Junior (1998)
- Tres veces ganador de los Juegos Panamericanos (1999, 2003)
- Seis veces Campeón Nacional de Cuba (1999-2004)
- Tres veces Campeón del Chemiepokal (2002, 2003, 2004)
- Una vez Campeón de los Campeonatos de América Central y del Caribe (1999)
- Su récord aficionado fue de 227 victorias por 1 derrota
- Su única derrota fue contra el chileno Pedro Díaz Polanco, quien se retiró después del combate (2001).

### Profesional
En diciembre del año 2006 desertó del equipo nacional cubano durante un entrenamiento en Venezuela que servía de preparación para los Juegos Panamericanos en Río de Janeiro. Junto a él desertaron otros dos campeones olímpicos cubanos, Yan Bartelemi y Yuriorkis Gamboa y se dirigieron a Colombia y después a Miami.
En su debut profesional lo hizo con un peso de 258 libras y media por las 230 libras a las que estaba acostumbrado en su época amateur. En ese primer combate ganó al veterano boxeador Andreas Sidon a los 47 segundos del primer asalto. Después pelearía ante el ucraniano Alex Mazikin al que también ganó por nocaut en el primer asalto. Su siguiente combate lo ganó por decisión unánime ante el boxeador sueco/africano, Aldo Colliander el 6 de julio de 2007. El 21 de septiembre volvería a los cuadriláteros ante Marcus McGee y después ante Jeremy Bates a los que ganó antes del límite. Su primer combate importante fue ante Julius Long por el título vacante Latino del Consejo Mundial de Boxeo y ganó por decisión unánime en ocho asaltos después de derribar a Long al comienzo del combate.
El 29 de febrero de 2008 tuvo otra pelea ante Adrian Rajkai al que ganó por nocaut en tres asaltos después de derribarlo una vez en el segundo asalto y dos en el tercero. También en el 2008 tuvo otros dos combates más, que ganó, uno por decisión ante Cisse Salif y el otro por nocaut en el segundo asalto ante Mamuka Jikurashvili. Perdió ante Vitali Klitschko en 2011 en Alemania en un combate titular al retirarse tras el primer asalto por una lesión en los ligamentos de su pierna derecha.